# Endoitio Exitio Nefas
Endoitio Exitio Nefas (auch EN-Tage) stellten im römischen Kalender spezielle Opfertage dar, wobei die Opfer zu Beginn und am Ende des Tages erfolgten. Marcus Verrius Flaccus berichtete, dass jene Tage im Kalender mit der Abkürzung „EN“ für Endoitio Exitio Nefas eingetragen wurden. Das E von Endoitio floss dabei als Ligatur in das E von Exitio ein.

## EN-Tage

### Funktion der EN-Tage
Die EN-Tage besaßen im römischen Kalender keine große praktische Bedeutung, da sie vornehmlich eine reine Zusatzinformation für andere Tage lieferten, um temporäre Überschneidungen zu verhindern. So konnte an einem der EN-Tage beispielsweise auch eine Volksversammlung stattfinden, die jedoch zwischen dem Morgen- und Abendopfer tagte, weshalb die Zeit zwischen den Opfern auch als normale Fas-Tage im römischen Kalender eingetragen waren. 

### Frühere Interpretationen der EN-Tage
Frühere Erklärungen, die besagen, dass sich hinter dem Kürzel „EN“ der Begriff Endotercisus verbirgt, beruhen auf einer fehlerhaften Interpretation von Paulus Manutius (1512–1574) aus dem 16. Jahrhundert. Hermans publizierte zwar bereits 1964 die Unhaltbarkeit dieser Gleichsetzung, doch wird die falsche Zuweisung durch die weite Verbreitung der Fastenbände von Degrassi noch sehr oft veröffentlicht.

### EN-Tage im römischen Kalender
Die EN-Tage waren im römischen Kalender auf folgende Monate verteilt: 
- Ianuarius: 1 Tag
- Februarius: 2 Tage
- Martius: 1 Tag
- Aprilis: 1 Tag
- Sextilis: 1 Tag
- October: 2 Tage
- December: 3 Tage